# جورج واشنطن وليامز
جورج واشنطن وليامز (بالإنجليزية: George Washington Williams)‏ هو ضابط أمريكي، ولد في 30 يوليو 1869 في يورك في الولايات المتحدة، وتوفي في 18 يوليو 1925 في تشارلستون في الولايات المتحدة.